# Mohammad Ali Rajai

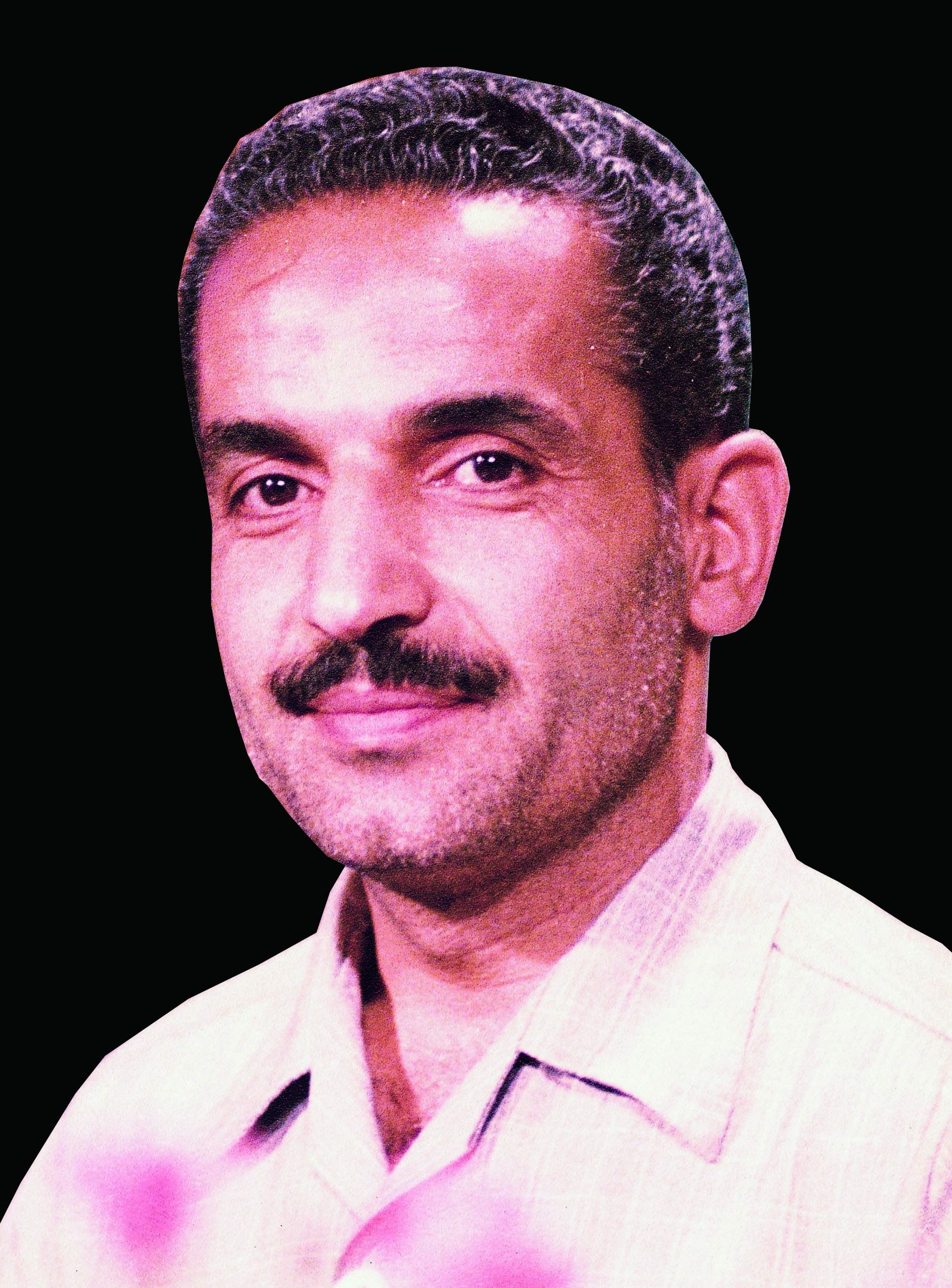
Mohammad Ali Rajai

Mohammad Ali Rajai (Perzisch: محمد علی رجائی) (Qazvin, 15 juni 1933 - Teheran, 30 augustus 1981) was de tweede president van Iran. Voordat hij president was, diende hij als minister-president onder Abolhassan Bani Sadr. Tijdens zijn minister-presidentschap was Rajai tevens minister van Buitenlandse Zaken. 
Hij was een groot voorstander van de Iraanse Revolutie en werd een van de leiders van de Iraanse Culturele Revolutie. Het doel van deze Revolutie was om Iraanse universiteiten te zuiveren van Westerse invloeden. In 1979, na het aftreden van Mohammed Reza Pahlavi, werd Rajai minister van Onderwijs.
Nadat Bani Sadr werd afgezet als president, stelde Khomeini een Presidentiële Raad van zes personen in, waaronder Rajai, die het land moesten leiden tot aan de presidentsverkiezingen. Rajai stond op de verkiezingslijst en won met 91% van de stemmen. Op 2 augustus 1981 werd hij officieel beëdigd. Op een bijeenkomst van de Iraanse Opperste Raad van Defensie op 30 augustus van hetzelfde jaar kwam Rajai, samen met minister-president Mohammad Javad Bahonar en drie anderen, om bij een bomaanslag, die werd opgeëist door de Iraanse Volksmoedjahedien.
Abolhassan Bani Sadr · Mohammad Ali Rajai · Ali Khamenei · Ali Akbar Hashemi Rafsanjani · Mohammad Khatami · Mahmoud Ahmadinejad · Hassan Rohani · Ebrahim Raisi · Masoud Pezeshkian
- Gemeinsame Normdatei: 118866761
- International Standard Name Identifier: 0000 0000 2056 5907
- Library of Congress Control Number: n85073256
- Virtual International Authority File: 38342288
- WorldCat: E39PBJrKPkJm9Ckk6TyP7jYpT3